# Lorp-Sentaraille
Lorp-Sentaraille è un comune francese di 1 343 abitanti situato nel dipartimento dell'Ariège nella regione dell'Occitania.

## Società

### Evoluzione demografica
Abitanti censiti